# God Bless the Renegades
God Bless the Renegades (englisch für „Gott segne die Renegaten“) ist das erste Studioalbum des US-amerikanischen Gitarristen Clint Lowery. Das Album wurde am 31. Januar 2020 über Rise Records veröffentlicht.

## Entstehung
Clint Lowery ist eigentlich Leadgitarrist der Band Sevendust und hat seit 2008 unter dem Namen Hello Demons Meet Skeletons mehrere EPs veröffentlicht. Seit längerer Zeit hatte Lowery den Wunsch, ein Soloalbum aufzunehmen, fand aber wegen des engen Terminplans seiner Band keine Zeit dafür. Erst Anfang 2019 fand sich ein Zeitfenster und Lowery begann mit dem Songwriting. Aufgenommen wurde das Album in den Barbarosa Studio in Orlando mit dem Produzenten Michael „Elvis“ Baskette. Clint Lowery singt alle Lieder und spielte zusätzlich noch alle Gitarren und bei sechs Liedern den Bass ein. Als Gastmusiker tritt Wolfgang Van Halen auf, der auf allen Titeln das Schlagzeug und bei den restlichen vier Liedern den Bass spielte. Für das Titellied sowie Kings und Alive wurden Musikvideos gedreht.

## Titelliste
| 1. God Bless the Renegades – 4:16 2. Here – 3:48 3. Kings – 4:08 4. Alive – 3:34 5. What’s the Matter – 4:10 | 1. You Go First – 4:07 2. Allowed to Run – 4:50 3. Silver Lining – 4:11 4. She’s Free – 3:39 5. Do We Fear God – 4:21 |

## Rezeption
Matthias Weckmann vom deutschen Magazin Metal Hammer beschrieb God Bless the Renegades als ein „bockstarkes, abwechslungsreiches Erstlingswerk, dem es nur an den ganz großen Hits mangelt“. Am besten seien die Momente, in denen Lowery „neue musikalische Seiten präsentiert“. Weckmann vergab 5,5 von sieben Punkten. Ronny Bittner vom deutschen Magazin Rock Hard hingegen bezeichnete die Musik auf dem Album als „überraschungsarmen Modern-Groove-Rock“. Produzent Baskette habe den Sound „treffsicher zwischen fett und gefällig ausbalanciert“. Die amerikanischen Rock-Radio-Stationen würden sich „über neues Futter freuen“. Bittner vergab sieben von zehn Punkten. Laut Sebastian Berlich vom deutschen Magazin Visions ließ Lowery die „Chance zur kreativen Emanzipation zugunsten eines schmalzigen Modern-Rock-Egotrips verstreichen“. Für „formelhaften, aufgepumpten Radiorock“ vergab Berlich vier von zwölf Punkten.